# Zaghwan
Zaghwan (arab. ‏زغوان‎, Zaghwān, fr. Zaghouane) – miasto w północno-wschodniej Tunezji, siedziba administracyjna wilajetu Zaghwan. W 2014 roku liczyło około 21 tysięcy mieszkańców.
Miasto usytuowane jest na kilku wzgórzach u podnóża góry Dżabal Zaghwan wznoszącej się na 1295 m n.p.m. W 2010 roku utworzono Park Narodowy Dżabal Zaghwan o powierzchni 20,24 km² obejmujący górę i przylegające do niej górzyste tereny na południowy zachód od niej, po przeciwnej stronie miasta.
W czasach rzymskich Zaghwan nosiło nazwę Ziqua i było ważnym ośrodkiem miejskim, zapewniającym dostawy wody z miejscowych źródeł do Kartaginy (nazwa Ziqua wywodzi się prawdopodobnie od łacińskiego słowa aqua oznaczającego wodę). Wodę transportowano za pomocą długiego na około 130 km akweduktu wybudowanego za czasów cesarza Hadriana w II w. n.e. (był to jeden z najdłuższych akweduktów wybudowanych przez Rzymian). Początek akweduktu stanowi świątynia z fontannami ku czci wody, nazywana zwykle z francuska Temple des Eaux, której ruiny zachowały się do tej pory (mimo popularnej nazwy nie jest to świątynia, ale nimfeum). W dwunastu niszach w ścianach stały naturalnej wielkości posągi reprezentujące 12 miesięcy w roku. Pośrodku nimfeum kiedyś faktycznie stała świątynia. Znajdujący się poniżej głównego poziomu obiektu basen o ósemkowatym kształcie służył do filtrowania wody przed wpuszczeniem jej do akweduktu. Innym obiektem w Zaghwan pochodzącym z tamtych czasów jest łuk triumfalny. Najlepiej zachowane pozostałości akweduktu znajdują się w okolicach starożytnej miejscowości Uthina (fr. Oudna).
Oprócz starożytnych ruin w Zaghwan znajduje się też „stare miasto” z architekturą andaluzyjską sprowadzoną przez Maurów, którzy osiedlili się tu w XVII w. po ucieczce z Hiszpanii. Wprowadzili oni także nowe metody uprawne i sprowadzili nowe gatunki roślin uprawnych.
Dwa dominujące w mieście obiekty sakralne to były kościół oraz meczet. Kościół po odzyskaniu niepodległości przez Tunezję został przerobiony na meczet, zaś jego wieża na minaret, później jednak został zdesakralizowany i obecnie służy jako prywatna szkoła.

## Galeria

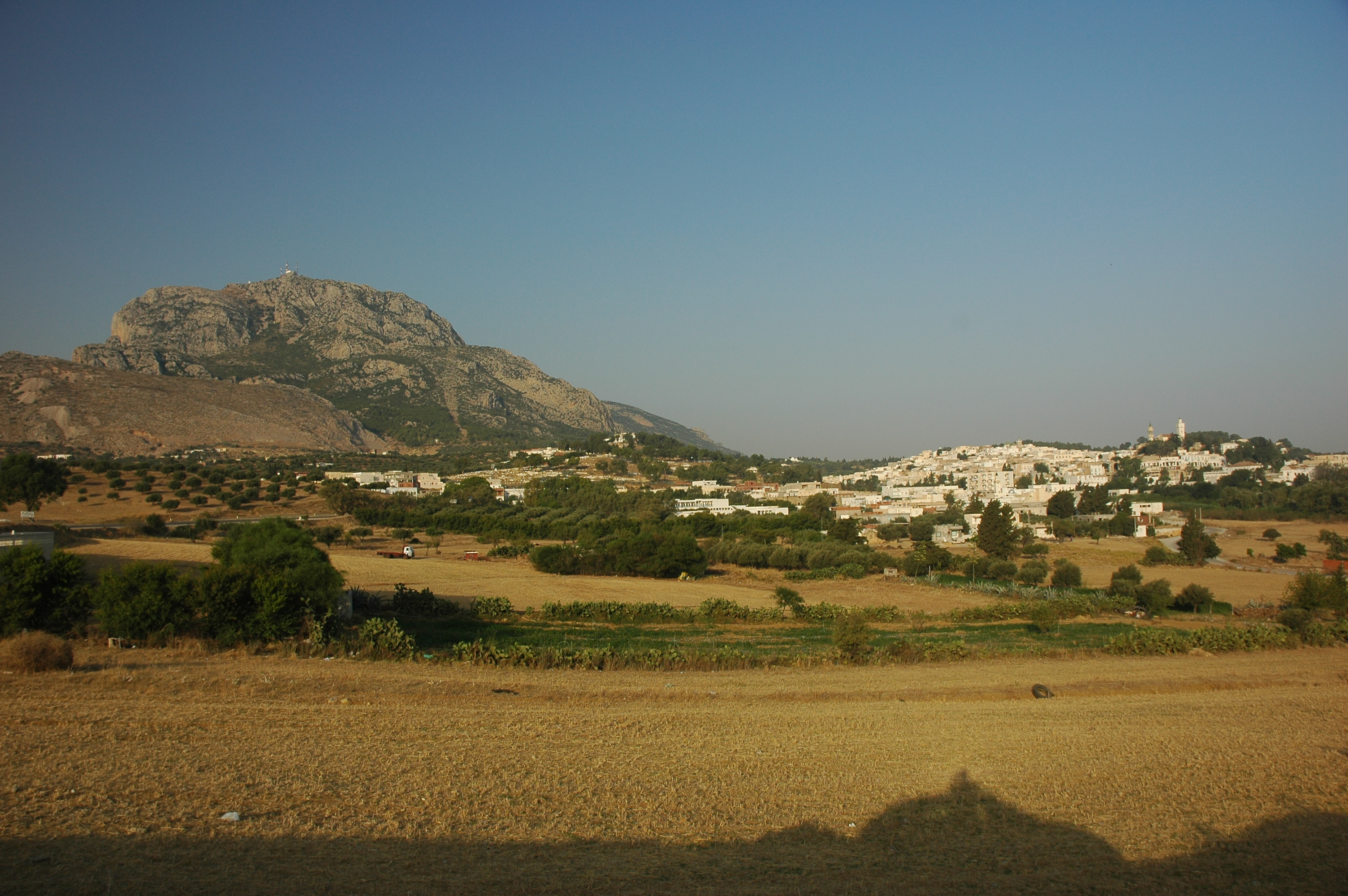
Panorama miasta
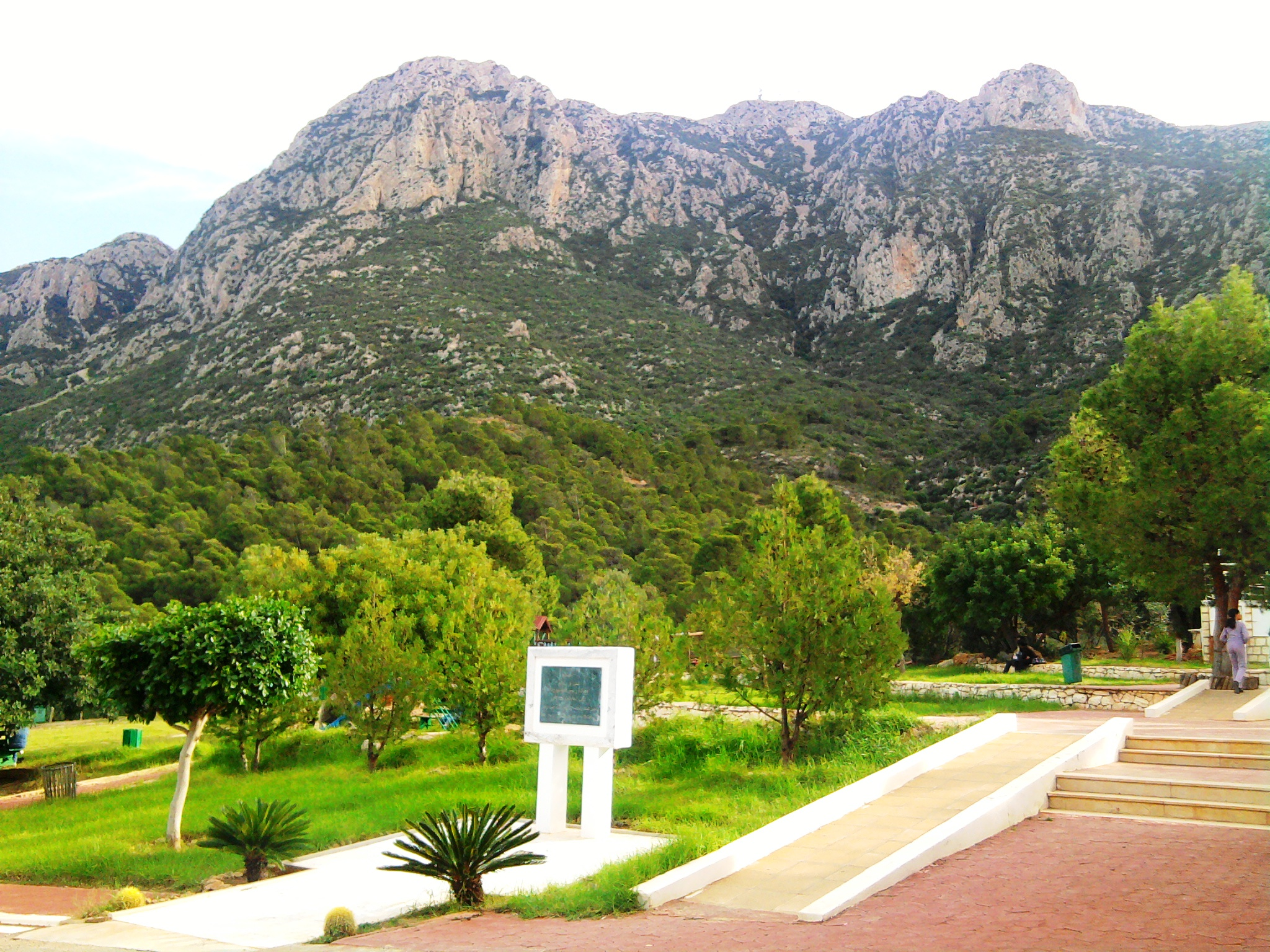
Widok na Dżabal Zaghwan
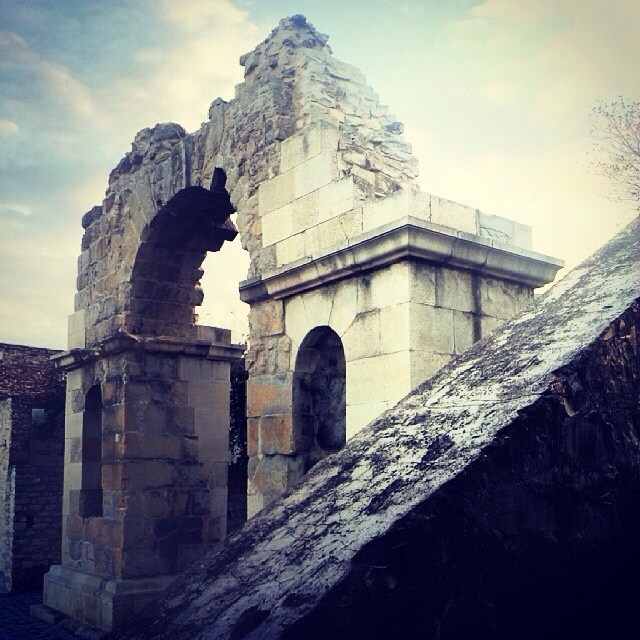
Łuk triumfalny
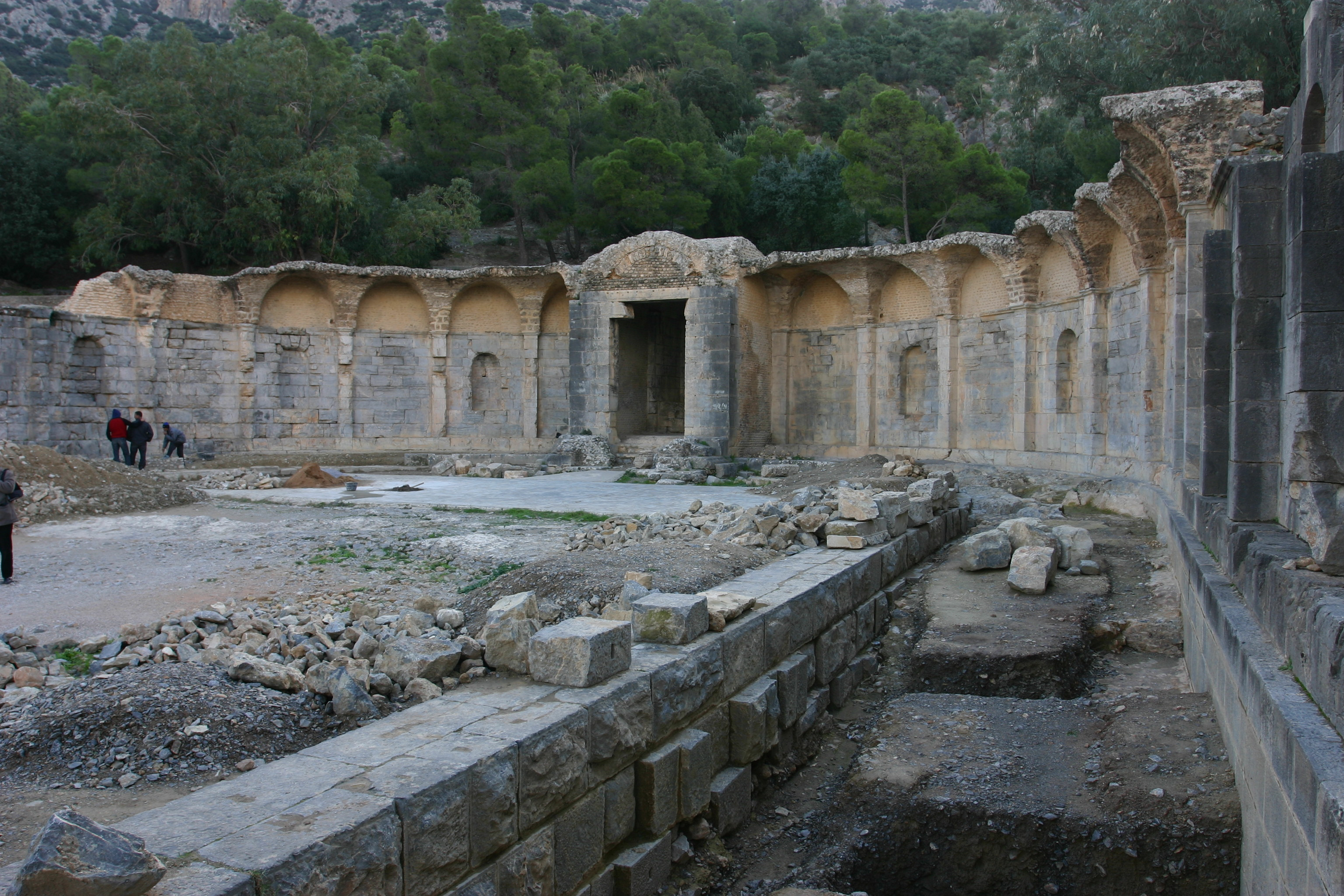
Ruiny Temple des Eaux
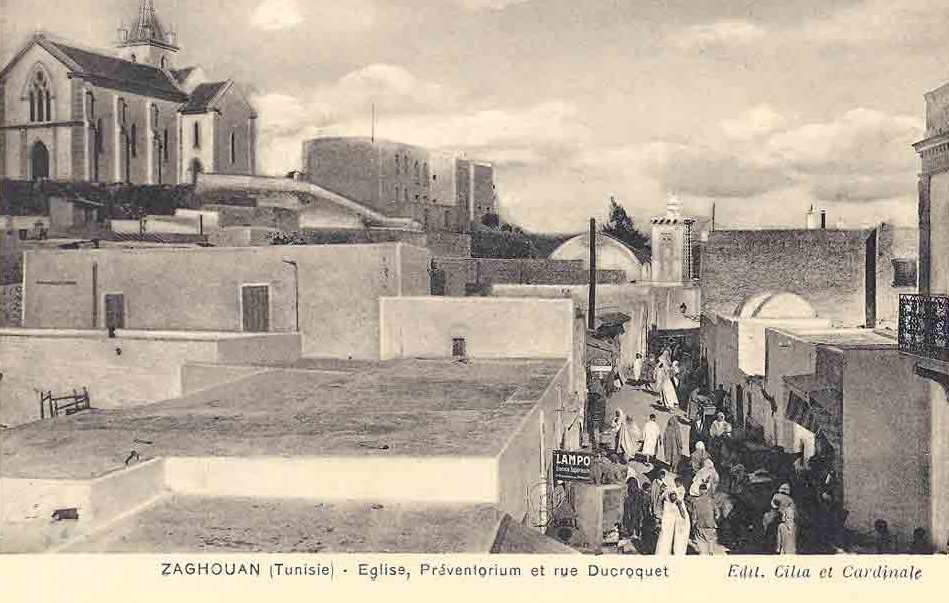
Pocztówka z 1900 roku